# Szivárvány (optika)

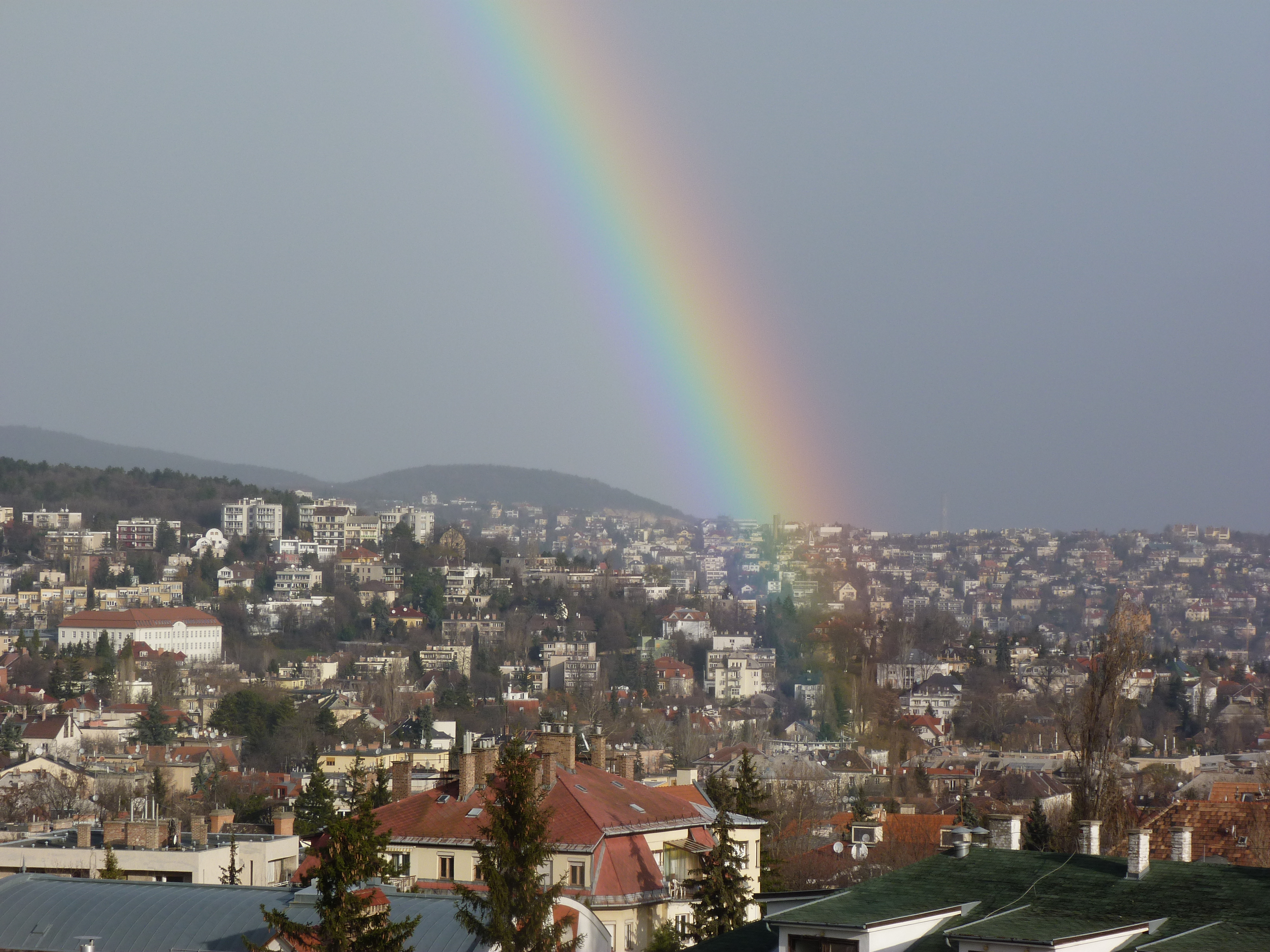
Szivárvány Budán, a Pasarét felett 2013. december 9-én

A szivárvány olyan optikai jelenség, melyet eső- vagy páracseppek okoznak, mikor a fény prizmaszerűen megtörik rajtuk és színeire bomlik, kialakul a színképe, más néven spektruma. Az ív külső része vörös, míg a belső ibolya. Előfordul az ún. dupla szivárvány is, amelynél egy másik, halványabb ív is látható fordított sorrendű színekkel.
Előfordul, hogy a szivárvány ív formája is megváltozik, repülőgépből nézve körnek látszik, vagy irizáló felhőket (úgynevezett „tűzszivárványt”) is létrehozhat, amennyiben a fény jégkristályokon törik meg, megfelelő körülmények között.

## Tudományos magyarázat

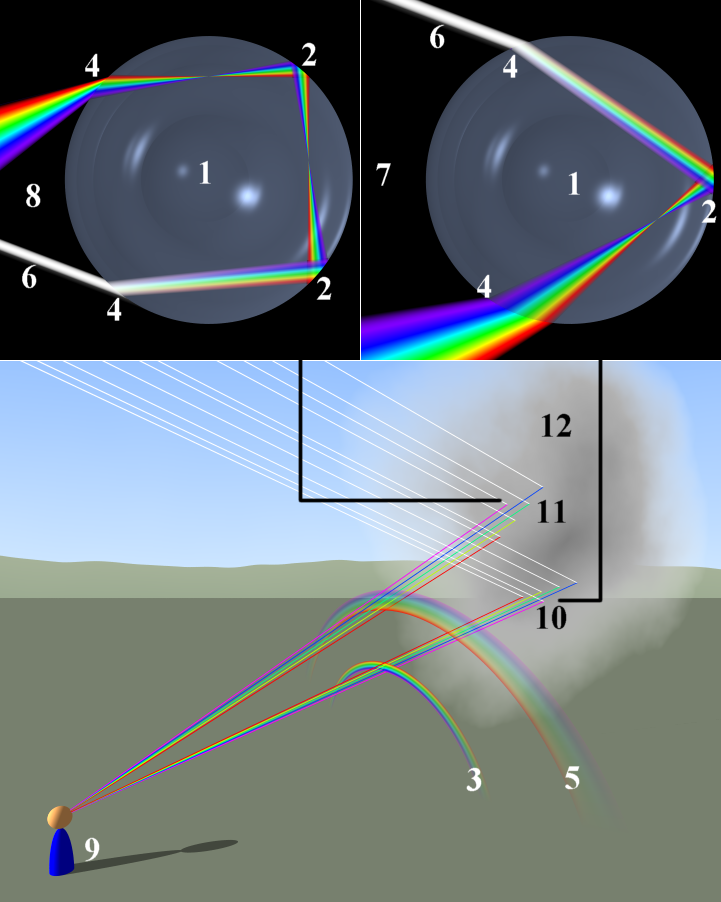
A szivárvány keletkezésének magyarázata

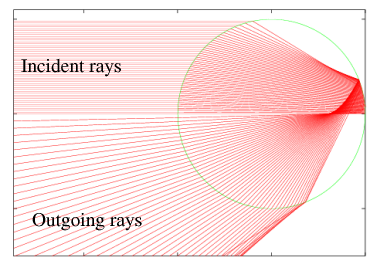
A belépő fény törést szenved a vízcsepp felületén, az összetartó sugarak a fókuszpontban találkoznak, majd kilépéskor ismét megtörik a fény

A fehér fény különböző hullámhosszú fénysugarakra bomlik

A szivárvány akkor alakul ki, ha a levegőben lévő vízcseppeket a napfény alacsony szögből éri. Akkor a leglátványosabb a jelenség, amikor az égbolt felét még felhők borítják, a szemlélő pedig a napnak háttal áll. Így a kialakuló szivárvány élesen elválik a mögötte lévő sötétebb háttértől.
Gyakran látható szivárvány vízesés vagy szökőkút mellett is. A kertben is létrejöhet, mikor porlasztott vízcseppekkel öntöz valaki napos időben. Ritkán látható az ún. fehér szivárvány, amit holdfényes estéken lehet látni. Mivel az emberi szem gyengén érzékeli a színeket halvány fénynél, a szivárvány fehérnek hat. Megfelelő technikával készített fényképen azonban előtűnnek a szivárvány színei.
A szivárvány színeit a fehér fény szétszóródása okozza, amint az áthalad az esőcseppeken. A fény először az esőcsepp felületén törik meg, az esőcsepp túloldalán visszaverődik, majd kilépéskor ismét törést szenved. Ez azt eredményezi, hogy igen változatos szögben léphet ki a fény, a legerősebb 40-42° körül távozik. A szög független a csepp méretétől, számít viszont a víz törésmutatója. A tengervíznek magasabb a törésmutatója (erősebben törik meg benne a fény) mint az esővíznek, így a tenger fölött kialakuló szivárványnak kisebb a sugara, mint a szárazföld fölöttinek. Ez a különbség szabad szemmel is látható.
A törés mértéke függ a fény hullámhosszától, ami a színekért is felelős. A kék fény (aminek kicsi a hullámhossza) nagyobb szögben törik meg, mint a vörös (ami a legnagyobb hullámhosszú látható fény), és mivel a csöpp hátuljában található a fókuszpont, ezért a vörös lesz az ív külső szélén, a kék a belsőn (lásd az ábrán). A közhiedelemmel ellentétben a fény a csöpp hátulján nem szenved el teljes visszatükröződést, a fény egy része kilép. Azonban ez a fény nem képez egy másik szivárványt a szemlélő és a Nap között, mivel az ott távozó fény közel sem olyan erős, mint a látható szivárvány, így az ott kilépő színkép inkább újra fehér fénnyé áll össze ahelyett, hogy szivárványt alkotna.
A szivárvány valójában nem az égbolt egy különleges pontján keletkezik, hanem a szemlélő és a Nap helyzetétől függ – ezért nem lehet a szivárvány végéhez odamenni. Minden esőcsepp ugyanabba az irányba továbbítja a fényt, de csak néhányukból származó fény éri el a szemlélődőt. Ez az, ami a szivárvány képét adja annak a szemlélődőnek. A szivárvány mindig az égbolt nappal átellenes részén van, és az ív belső része kissé világosabb a külsőnél. Az ív középpontja a megfigyelő feje által vetett árnyék meghosszabbítása, pontosabban az antiszoláris pont (ami nappal a horizont alatt van). Ebből adódóan, ha a nap 42 foknál magasabban van, akkor a szivárvány a horizont alatt keletkezik, ezáltal nem látható. Kivételt képez az, ha a szivárványt egy hegy tetejéről vagy repülőgépről nézik.
Nehéz egy teljes ívet lefotózni, mivel az 84°-os látószöget igényel, ez egy 35 mm-es géppel számolva kb. 19 mm-es lencsét igényel, azonban a legtöbb fotósnak csak 28 mm-es nagylátószögű lencséje van. Repülőgépről egy teljes kör látható, közepén a repülőgép árnyékával.

### Matematikai magyarázat

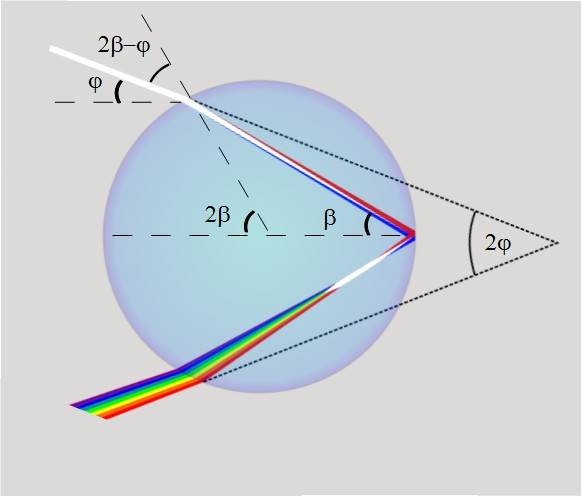
Matematikai magyarázat

A szivárvány érzékelési szögét matematikailag meghatározhatjuk.
Az esőcseppet gömbnek tekintve, az érzékelési szöget 2φ-nek, a belső beesési szöget 2β-nak jelölve a beérkező fénysugár beesési szöge 2β − φ. Mivel a törési szög is β, így a Snellius-Descartes törvény szerint
sin(2β  − φ) = n sin β,
ahol n = 1.333 a víz abszolút törésmutatója. Az egyenletet megoldva φ-re a következőt kapjuk:
φ = 2β − arcsin(n sin β).
A szivárvány ott jelenik meg, ahol φ maximális. Az ehhez tartozó β értéket a dφ/dβ = 0 összefüggés segítségével tudjuk megkapni, mégpedig a következő értékkel:
{\displaystyle \beta _{\text{max}}=\cos ^{-1}\left({\frac {2{\sqrt {-1+n^{2}}}}{{\sqrt {3}}n}}\right)\approx 40.2^{\circ }}.
Ezt visszahelyettesítve azt kapjuk, hogy 2φmax ≈ 42°.
Vörös fény esetén (hullámhossz 750nm, n = 1.330) ez a szög 42.5°; kék fény esetén (hullámhossz 350nm, n = 1.343) 40.6°.

## Változatai
Néha egy halványabb és vastagabb másodlagos szivárvány is látható. A másodlagos szivárványokat az okozza, hogy a fény egy része a csepp elejéről is visszatükröződik, és 50-53°-ban távozik. A második tükröződés eredményeként, a másodlagos szivárvány színei fordítottak, a ibolya van kívül és a vörös belül. A megvilágítatlan sávot a két szivárvány között felfedezőjéről, az ókori Aphrodisziászi Alexandroszról Alexander-féle sötét sávnak hívják.
Ennél is ritkább a háromszoros szivárvány, sőt, néhány megfigyelő jelentett négyszeres szivárványt is, melyben a legkülső ív hullámzott. Ezek a szivárványok a nap és a szemlélődő között helyezkednek el, megnehezítve az észlelésüket.
Sokszoros szivárványokat először Felix Billet (1808–1882) írt le. Laboratóriumi körülmények között jelentősen könnyebb sokszoros szivárványokat megfigyelni, összegyűjtött fénnyel, nevezetesen lézerrel. Hatodlagos szivárványt először K. Sassan figyelt meg 1979-ben HeNe (hélium-neon) lézert használva. Argon-ion lézert használva 1998-ban kétszázadlagos szivárványt is megfigyeltek.
Néhanapján egy szivárványhoz kapcsolódó jelenség fordul elő, mikor az ív alatt számos halvány, elmosódott szivárvány tűnik fel, ami nagyon-nagyon ritkán a másodlagos ívnél is látható. Ezek valamicskét elkülönülnek, és a színeik sem egyeznek meg az elsődleges szivárvánnyal. Ezeket létszámon felüli szivárványnak nevezik, és létezésüket nem lehet a klasszikus geometriai optikával magyarázni.

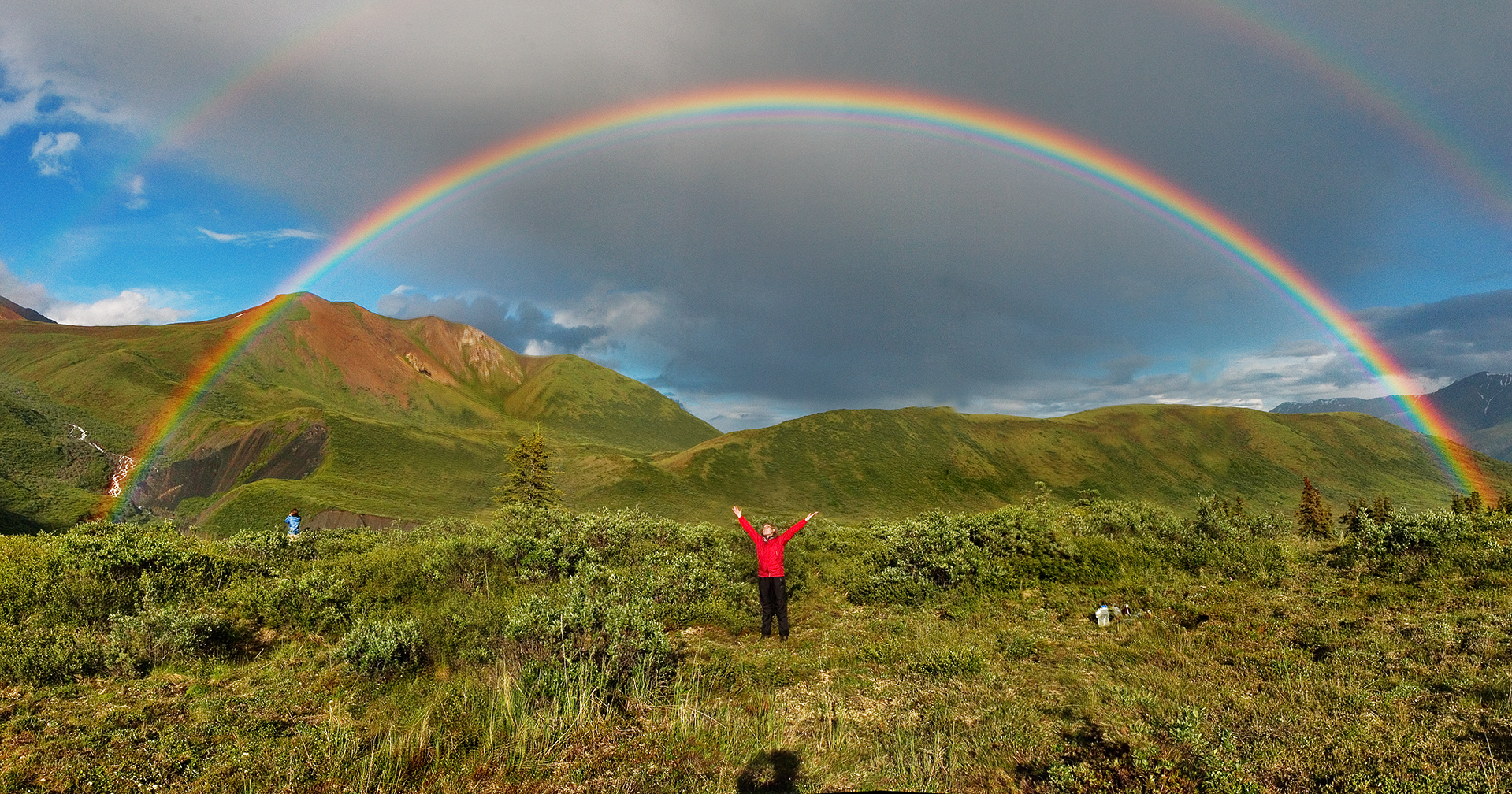
Dupla és egyúttal teljes szivárvány. Alaszka, Wrangell-St. Elias Nemzeti Park
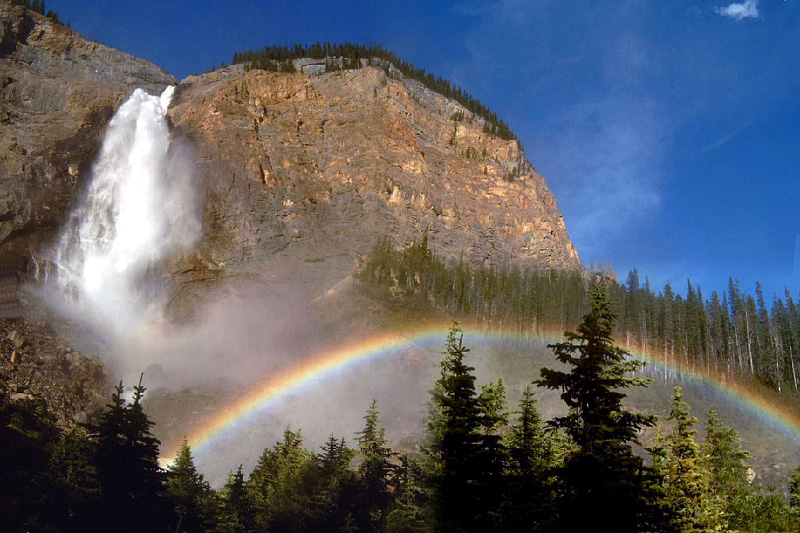
Szivárvány a Takakkaw-vízesésnél, Kanadában
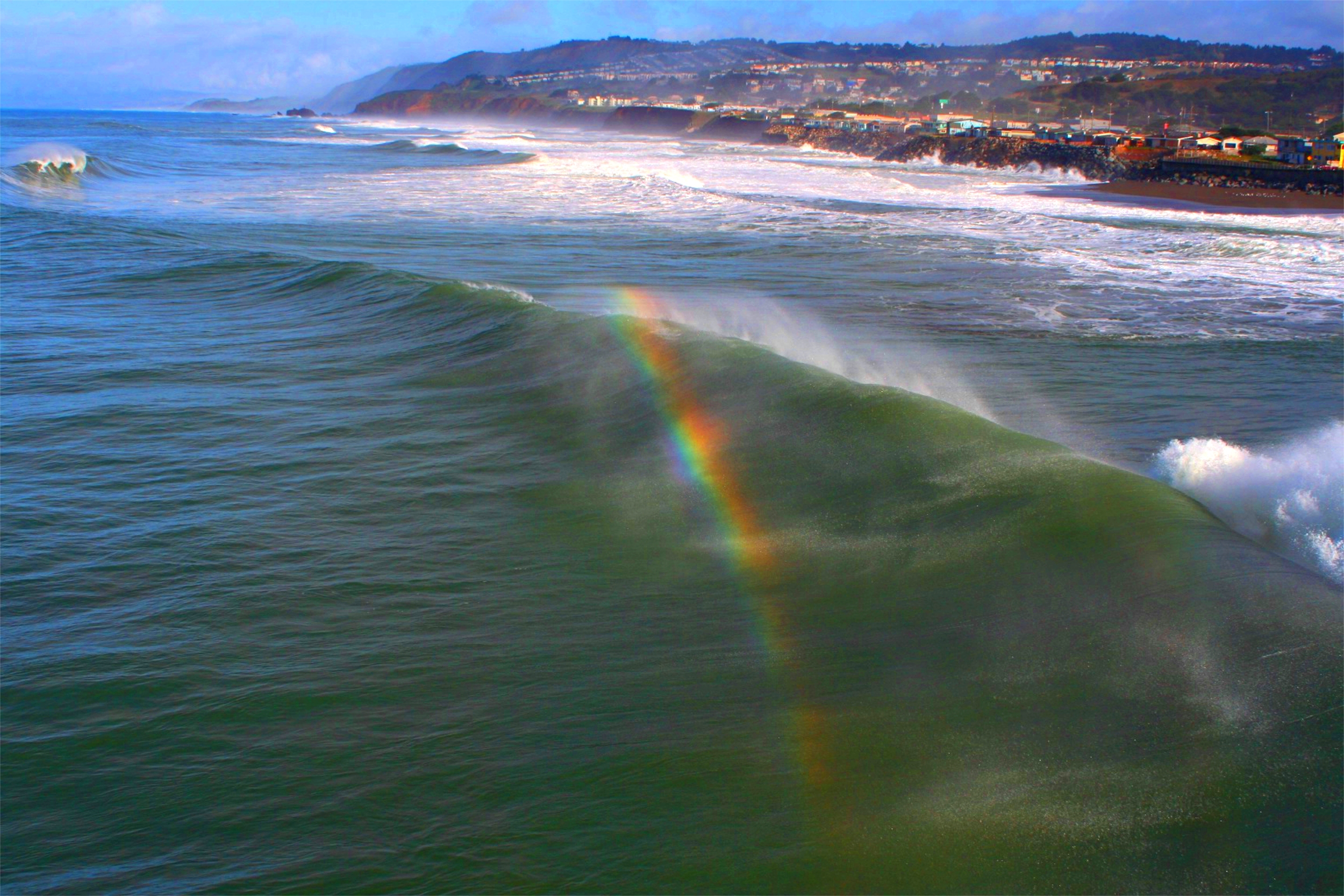
Szivárványt okozhat a tenger hullámai fölött lebegő pára
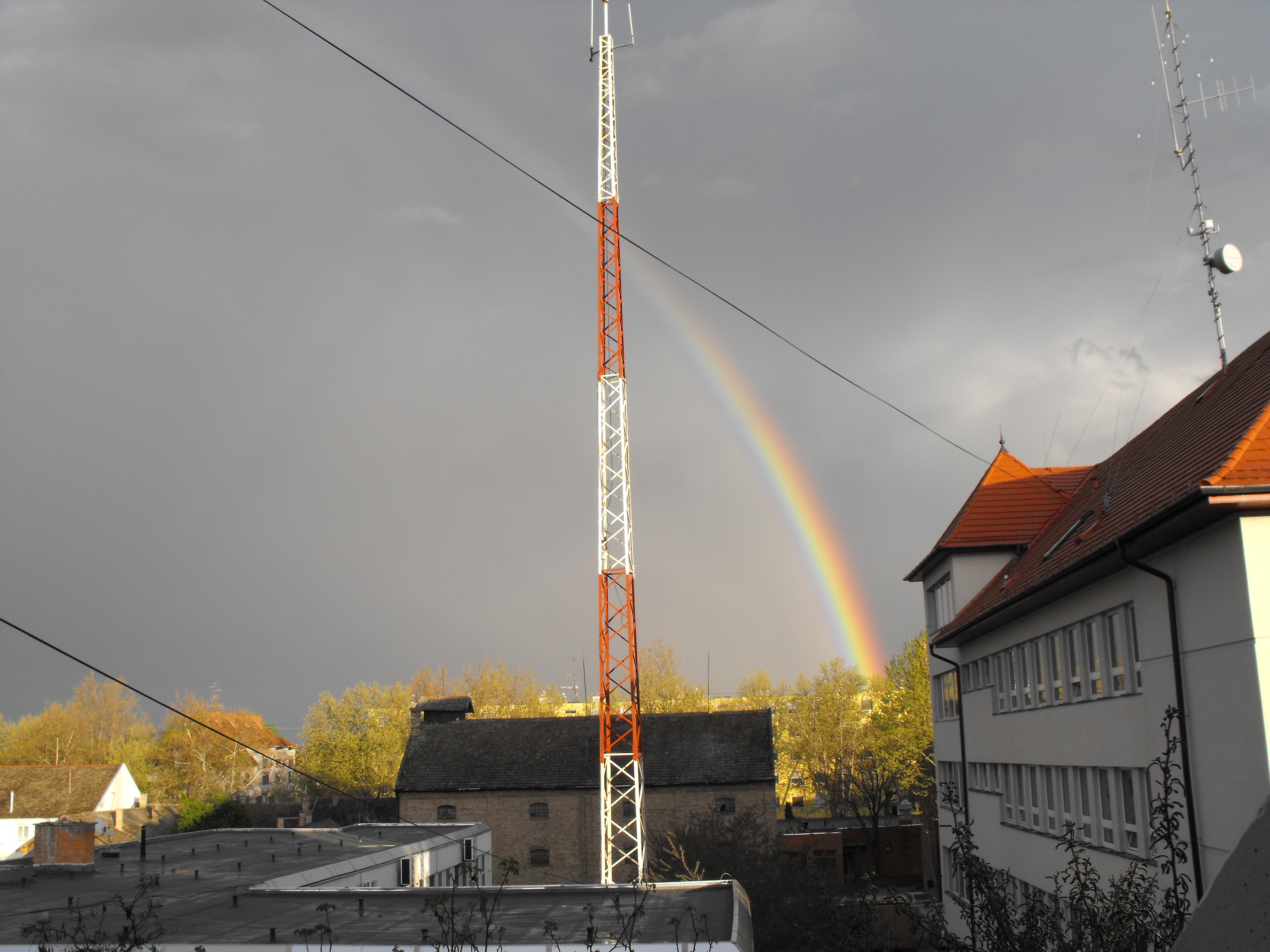
Szivárvány Makón…
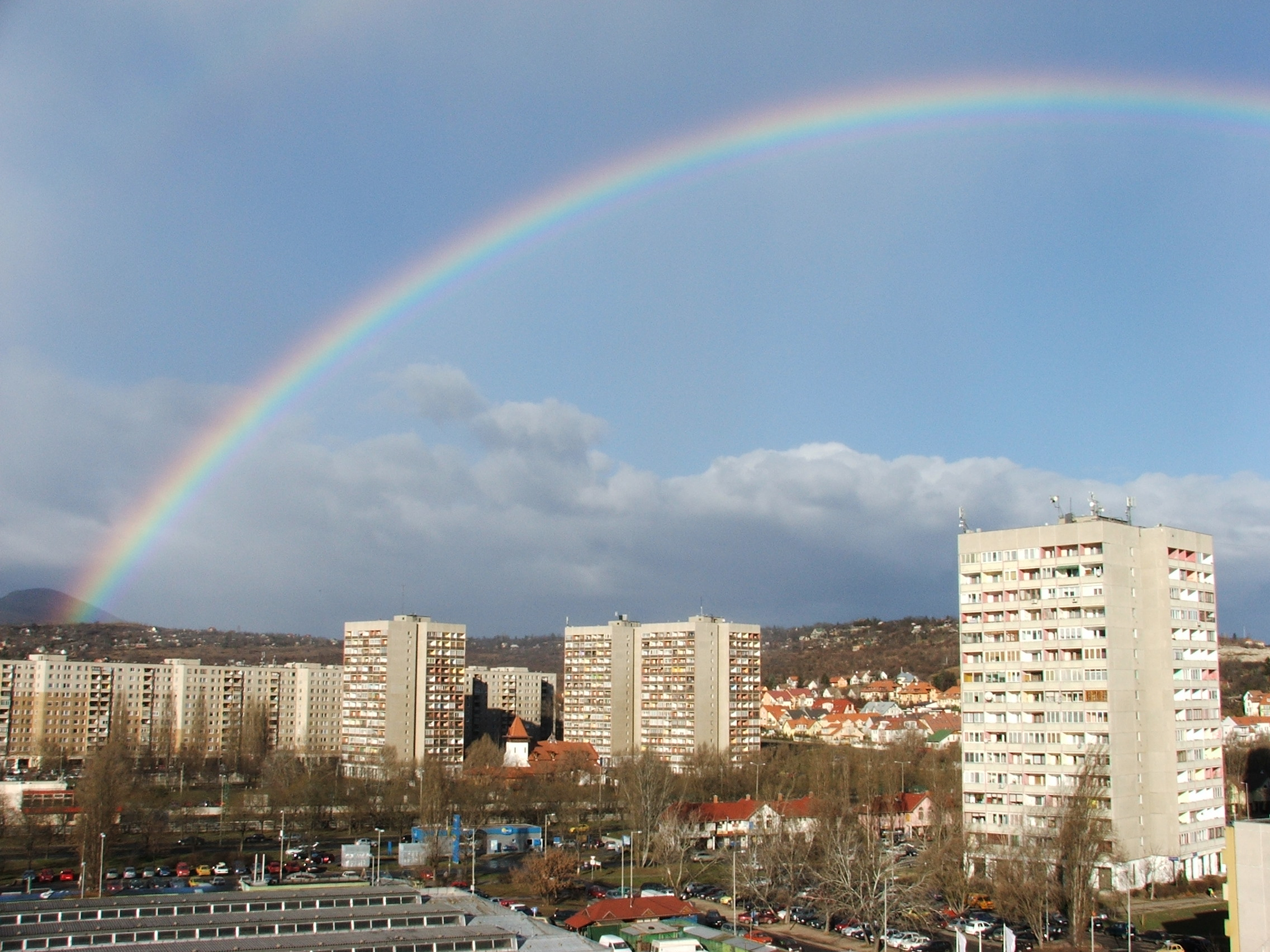
…és Békásmegyer fölött

## Tudománytörténet
A perzsa asztrológus, Qutb al-Din al-Shirazi (1236–1311) volt az első, aki pontos leírást kívánt adni a szivárványokról. Végül tanítványa, Kamal al-Din al-Farisi volt az, aki pontosabb matematikai leírást készített. Európában először Robert Grosseteste, majd Roger Bacon foglalkozott a problémával, utóbbi az Opus Majus c. munkájában írta le a kristályokon és vízcseppeken megtörő fény szivárványszerű színeit.

## A szivárvány a kultúrában
A szivárvány szépsége és megfoghatatlansága miatt szinte minden emberi kultúrában szerepet játszik. A vallásokban és a népmesékben a szivárvány gyakran az égbe vagy egy másik világba vezető híd.
Az ausztrál mitológiában a Szivárványkígyó teremtette a világot.
A japán mitológiában az első istenek, Izanami és Izanagi szivárványhídon jöttek le a földre.
A finn mitológiában Ukkó, a hindu mitológiában Indra vagy Kama íja, a sumer mitológiában Ninurta koronája.
A skandináv mitológiában egy szivárványhíd, a Bifröszt köti össze a földi világot (Midgard) az égivel (Asgard), ezen az úton viszik a valkürök a lelkeket a Valhallába.
Az ír mitológiában a szivárvány tövében rejtik el kincsüket a leprechaunok.
A sumer Gilgames-eposzban Istár nyaklánca, amelyet az özönvízre való emlékezés jelképeként helyez az égre.
A görög mitológiában a szivárványt Írisz istennővel azonosították.
A zsidó és keresztény mitológiában Isten az özönvíz után emberekkel kötött szövetség jelképéül adja. Az özönvíz elmúltával Isten megígérte Noénak, hogy soha többet nem fogja özönvízzel elpusztítani a föld élőlényeit. Szövetségük jelképeként szivárvány jelent meg a felhőkben (Mózes I. 9:11). Egyes értelmezések szerint[forrás?] azelőtt azért nem látszott a szivárvány, mert a fény az özönvízig egy gőzpárarétegen keresztül érkezett a földre. Ez a réteg volt az ún. „felső vizek” – 1Móz 1.6 „Legyen mennyezet a víz között, a mely elválassza a vizeket a vizektől.” Ez a gőzpáraréteg szakadt a földre az özönvízkor. Ebből származott az a rengeteg víz, amely el tudta borítani a föld akkor még sokkal laposabb felszínét.
Egyes kelet-európai népeknél, így a magyaroknál is létezett olyan hiedelem, hogy a szivárvány alatt átmenő embernek megváltozik a neme. Számos különböző kultúrában úgy tartották, hogy a szivárvány bajt hozhat az elővigyázatlan emberre; balszerencsét jelentett például ujjal a szivárványra mutatni, és a gyerekeknek ránézniük sem volt szabad. A palócok a szivárványt bábabukrának, azaz tündér szalagjának nevezik.